# آلبرتو مانچینی
 آلبرتو مانچینی (انگلیسی: Alberto Mancini؛ زاده ۲۰ مهٔ ۱۹۶۹) یک تنیس‌باز اهل آرژانتین است.